# Fernando Charrier
Fernando Charrier (Roure, 12 de setembro de 1931 - 7 de outubro de 2011) foi um bispo católico romano da Diocese de Alessandria, na Itália.

## Biografia
Frequentou o Seminário Menor e Maior de Pinerolo. Em 24 de junho de 1956, foi ordenado sacerdote.
Após a ordenação, ele foi chamado a ser secretário do bispo Gaudenzio Binaschi e depois pároco em uma paróquia de Mentoulles. Ele aperfeiçoou seus estudos frequentando a Pontifícia Universidade Lateranense, onde obteve sua licenciatura em Direito Canônico.
Em 1968, ele foi chamado pelo bispo Bartolomeo Santo Quadri para servir na Cúria Diocesana de Pinerolo.
Em 1969, ele estava em Roma para assumir a função de Assistente Nacional da Juventude do ACLI (Associações cristãs de trabalhadores italianos). 
Em 1971, foi nomeado Secretário do Grupo Sacerdotal para os cuidados pastorais do trabalho no contexto da Conferência Episcopal italiana.
Charrier tornou-se bispo em 11 de novembro de 1984 e aposentou-se em 4 de abril de 2007.